# スパニッシュ・ミッション様式

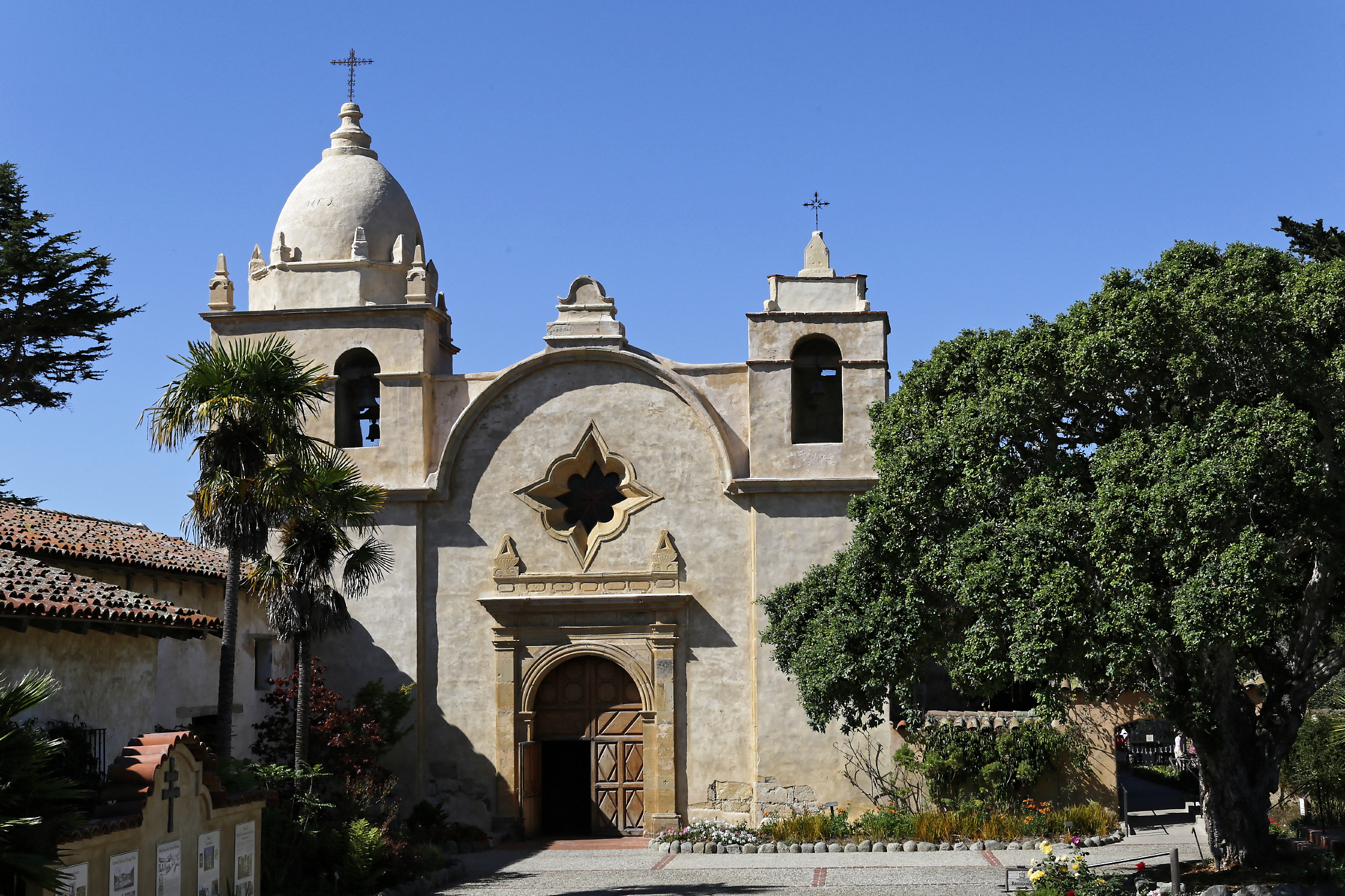
カーメル伝道所 教会

スパニッシュ・ミッション様式（Spanish Mission architecture）は、カトリックのスペイン人宣教師が建てた伝道所（ミッション）の建築様式、およびそれに影響を受けた後世の様式。後者はミッション・リヴァイヴァル様式とも呼ばれる。

## カリフォルニア・ミッション様式
アメリカ大陸の植民地時代に生まれた。ヴァナキュラー建築であり、建築資材は日干し煉瓦（アドベ）が使われ、表面を漆喰で仕上げた。屋根は木材で組まれ、素焼き瓦（テラコッタ）で葺かれた。温暖な気候に適応して大きな開口部と風通しの良いアーケードを特徴とする。植民地では熟練した職人が不足していたため、装飾は少なく簡素である。

## リヴァイヴァル
ミッション・リヴァイヴァル様式は20世紀初めにアメリカのカリフォルニア州を中心に流行した。この時代の建築は地震に対する備えから鉄筋コンクリート造りとなり、空調や昇降機などの新技術も導入された。

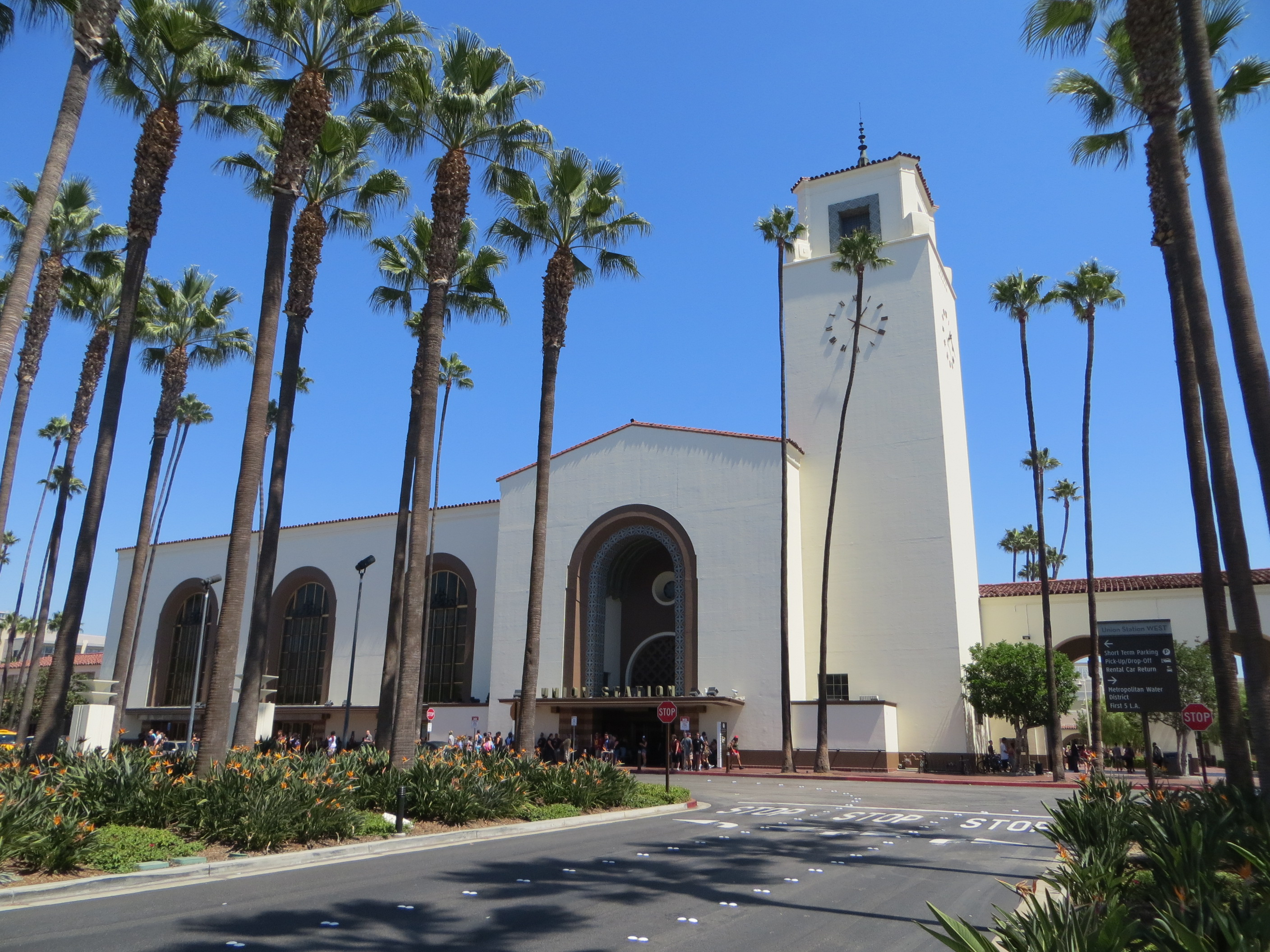
ロサンゼルス・ユニオン駅
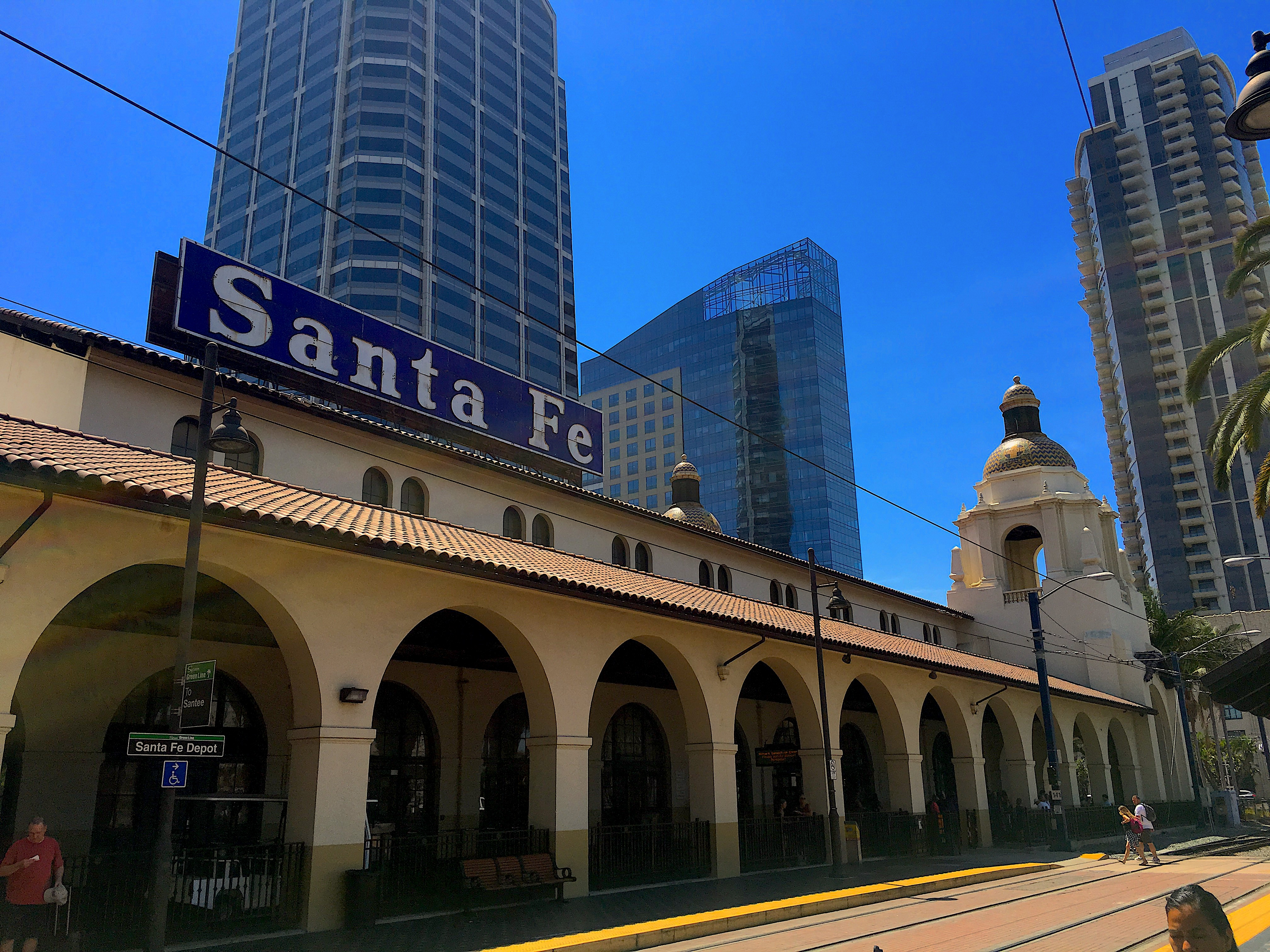
サンディエゴ・サンタフェ駅
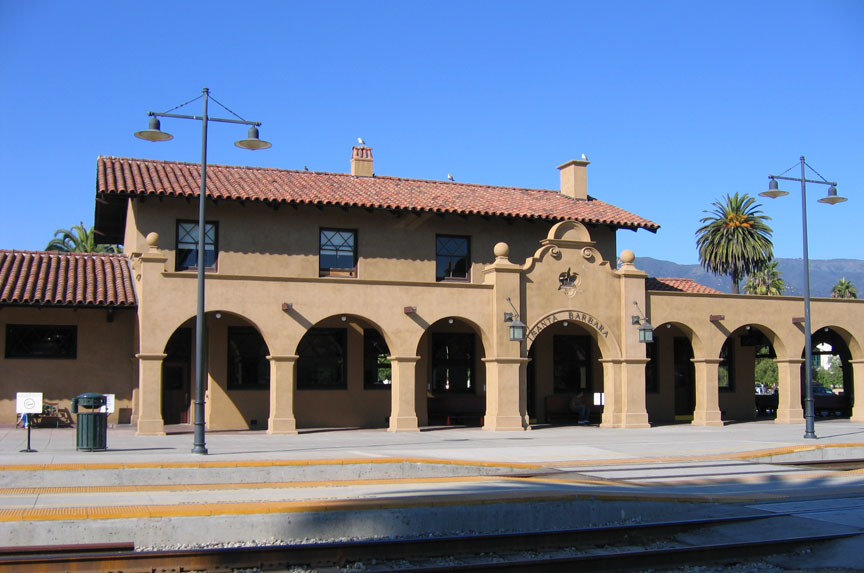
サンタバーバラ駅（サンタバーバラ）
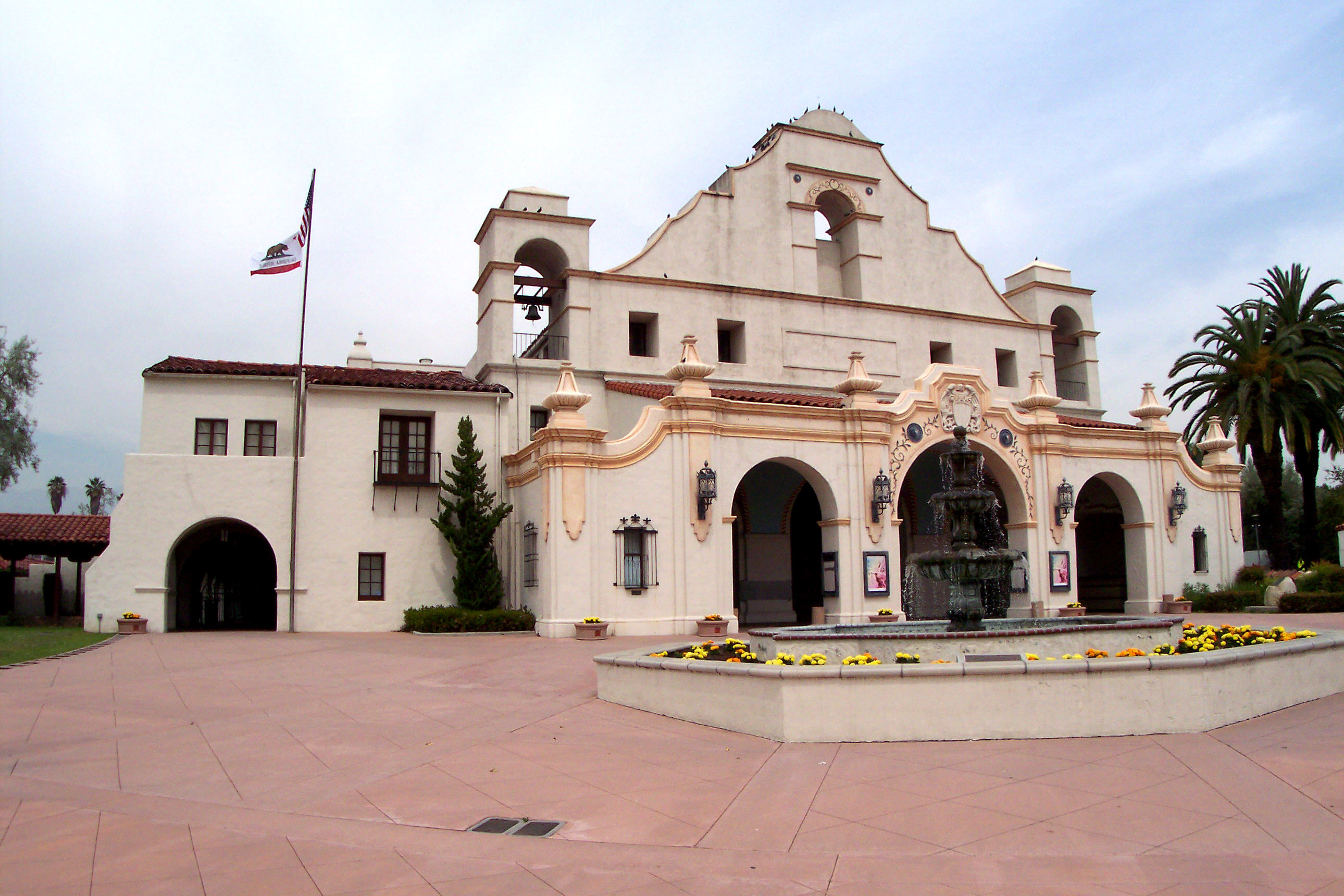
サンガブリエル劇場（サンガブリエル）
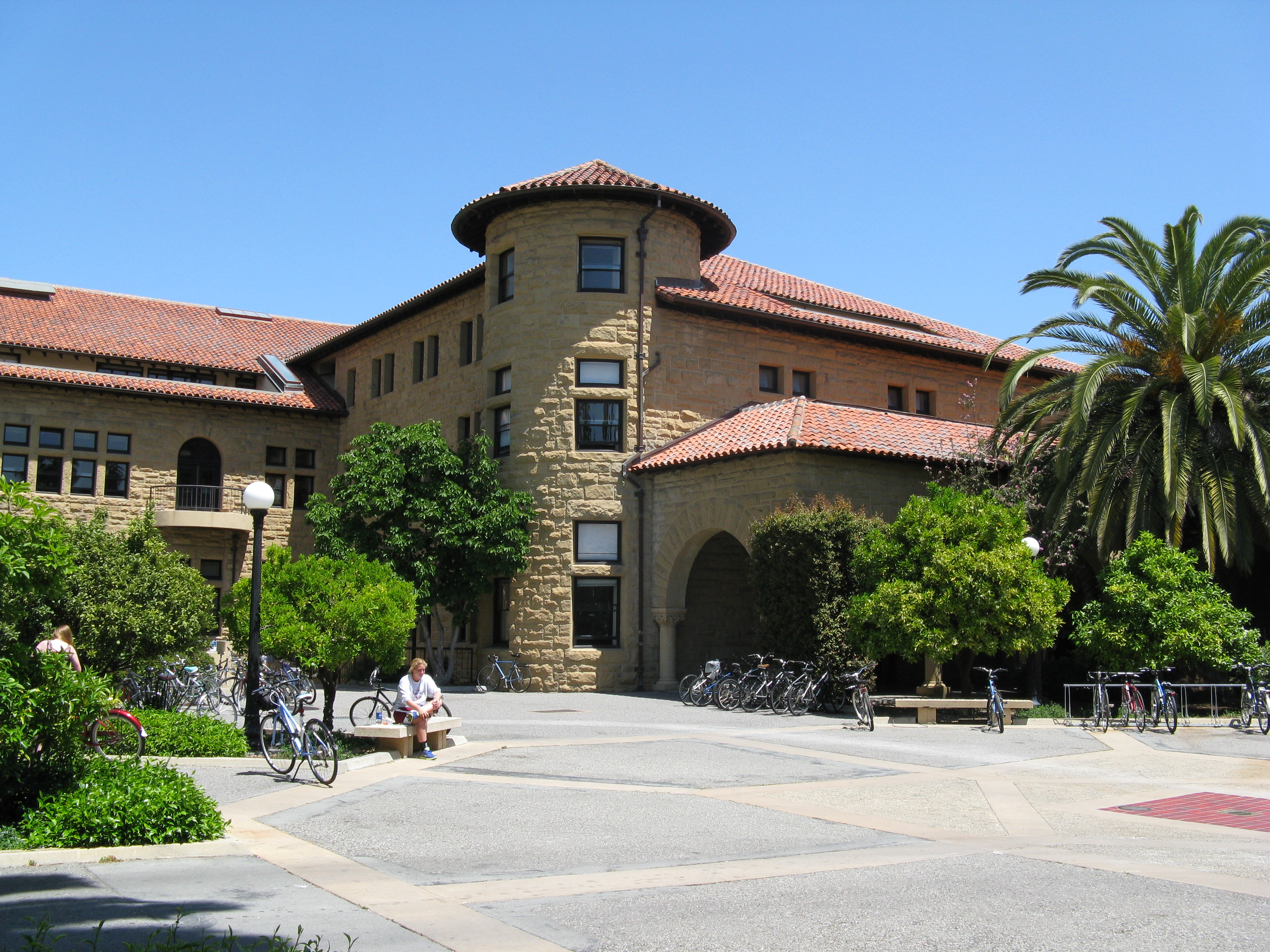
スタンフォード大学